# Дирлос (комуна)
Дирлос (рум. Dârlos) — комуна у повіті Сібіу в Румунії. До складу комуни входять такі села (дані про населення за 2002 рік):
- Валя-Лунге (250 осіб)
- Дирлос (2251 особа) — адміністративний центр комуни
- Курчу (761 особа)

Комуна розташована на відстані 235 км на північний захід від Бухареста, 49 км на північний схід від Сібіу, 90 км на південний схід від Клуж-Напоки, 109 км на північний захід від Брашова.

## Населення
За даними перепису населення 2002 року у комуні проживали 3262 особи.
Національний склад населення комуни:
| Національність | Кількість осіб | Відсоток |
| -------------- | -------------- | -------- |
| румуни         | 2620           | 80,3%    |
| цигани         | 532            | 16,3%    |
| угорці         | 74             | 2,3%     |
| німці          | 34             | 1,0%     |

Рідною мовою назвали:
| Мова      | Кількість осіб | Відсоток |
| --------- | -------------- | -------- |
| румунська | 3150           | 96,6%    |
| угорська  | 59             | 1,8%     |
| німецька  | 31             | 1,0%     |
| циганська | 20             | 0,6%     |

Склад населення комуни за віросповіданням:
| Релігія                                       | Кількість осіб | Відсоток |
| --------------------------------------------- | -------------- | -------- |
| православні                                   | 2174           | 66,6%    |
| греко-католики                                | 657            | 20,1%    |
| п'ятдесятники                                 | 337            | 10,3%    |
| лютерани (Синодально-пресвітеріанська церква) | 27             | 0,8%     |
| реформати                                     | 25             | 0,8%     |
| римо-католики                                 | 19             | 0,6%     |
| адвентисти                                    | 16             | 0,5%     |
| унітарії                                      | 3              | 0,1%     |